# Mistrovství světa v pozemním hokeji žen 2006
11. mistrovství světa v pozemním hokeji žen se uskutečnilo ve dnech 27. září až 8. října 2006 v areálu madridského sportovního klubu Club de Campo.

## Program turnaje
Turnaje se zúčastnilo 12 týmů, které byly rozděleny do 2 šestičlenných skupin, ve kterých se hrálo způsobem jeden zápas každý s každým a poté týmy na 1. a 2. místě ve skupinách postoupily do semifinále. Týmy na 3. a 4. místě hrály o 5. až 8. místo a týmy na 5. a 6. místě hrály o 9. až 12. místo.

## Základní skupiny

### Skupina A
- 27. září
- Nizozemsko – Indie 3:2
- Čína – Anglie 2:3
- Španělsko – Německo 1:0
- 29. září
- Anglie – Nizozemsko 0:1
- Čína – Španělsko 0:1
- Indie – Německo 2:3
- 1. října
- Nizozemsko – Španělsko 2:0
- Indie – Anglie 1:1
- Německo – Čína 3:1
- 3. října
- Anglie – Německo 1:0
- Čína – Nizozemsko 1:6
- Španělsko – Indie 3:2
- 4. října
- Nizozemsko – Německo 0:0
- Indie – Čína 0:1
- Španělsko – Anglie 1:1

| Poř. | Tým        | Z | V | R | P | VG | OG | B  |
| ---- | ---------- | - | - | - | - | -- | -- | -- |
| 1.   | Nizozemsko | 5 | 4 | 1 | 0 | 12 | 3  | 13 |
| 2.   | Španělsko  | 5 | 3 | 1 | 1 | 6  | 5  | 10 |
| 3.   | Anglie     | 5 | 2 | 2 | 1 | 6  | 5  | 8  |
| 4.   | Německo    | 5 | 2 | 1 | 2 | 6  | 5  | 7  |
| 5.   | Čína       | 5 | 1 | 0 | 4 | 5  | 13 | 3  |
| 6.   | Indie      | 5 | 0 | 1 | 4 | 7  | 11 | 1  |

### Skupina B
- 27. září
- Jižní Korea – Japonsko 2:1
- Austrálie – Jihoafrická republika 1:0
- Argentina – USA 2:1
- 28. září
- Jižní Korea – Jihoafrická republika 0:0
- Austrálie – USA 3:1
- Argentina – Japonsko 3:2
- 30. září
- Jižní Korea – Austrálie 3:4
- USA – Japonsko 0:0
- Jihoafrická republika – Argentina 2:2
- 2. října
- Japonsko – Austrálie 0:0
- Jihoafrická republika – USA 1:3
- Argentina – Jižní Korea 2:0
- 4. října
- Jihoafrická republika – Japonsko 0:3
- Jižní Korea – USA 0:1
- Austrálie – Argentina 3:0

| Poř. | Tým          | Z | V | R | P | VG | OG | B  |
| ---- | ------------ | - | - | - | - | -- | -- | -- |
| 1.   | Austrálie    | 5 | 4 | 1 | 0 | 11 | 4  | 13 |
| 2.   | Argentina    | 5 | 3 | 1 | 1 | 9  | 8  | 10 |
| 3.   | USA          | 5 | 2 | 1 | 2 | 6  | 6  | 7  |
| 4.   | Japonsko     | 5 | 1 | 2 | 2 | 6  | 5  | 5  |
| 5.   | Jižní Korea  | 5 | 1 | 1 | 3 | 5  | 8  | 4  |
| 6.   | Jižní Afrika | 5 | 0 | 2 | 3 | 3  | 9  | 2  |

## Zápasy o umístění
6. října se odehrály oba zápasy o 9. až 12. místo, oba zápasy o 5. až 8. místo i oba semifinálové zápasy. 7. října se odehrál zápas o 5. místo, zápas o 9. místo a zápas o 11. místo. 8. října se odehrál zápas o 7. místo, zápas o 3. místo a finále.

### Schéma zápasů o 9. až 12. místo
|  | O 9. až 12. místo | O 9. až 12. místo | O 9. až 12. místo |  |  | O 9. místo  | O 9. místo   | O 9. místo  |
|  |                   |                   |                   |  |  |             |              |             |
|  | 5.A               | Čína              | 4                 |  |  |             |              |             |
|  | 6.B               | Jižní Afrika      | 0                 |  |  |             |              |             |
|  |                   |                   |                   |  |  | 5.A         | Čína         | 1           |
|  |                   |                   |                   |  |  | 5.B         | Jižní Korea  | 2           |
|  | 5.B               | Jižní Korea       | 4                 |  |  |             |              |             |
|  | 6.A               | Indie             | 1                 |  |  | O 11. místo | O 11. místo  | O 11. místo |
|  |                   |                   |                   |  |  | 6.B         | Jižní Afrika | 0           |
|  |                   |                   |                   |  |  | 6.A         | Indie        | 1           |

### Schéma zápasů o 5. až 8. místo
|  | O 5. až 8. místo | O 5. až 8. místo | O 5. až 8. místo |  |  | O 5. místo | O 5. místo | O 5. místo |
|  |                  |                  |                  |  |  |            |            |            |
|  | 3.A              | Anglie           | 0                |  |  |            |            |            |
|  | 4.B              | Japonsko         | 2                |  |  |            |            |            |
|  |                  |                  |                  |  |  | 4.B        | Japonsko   | 1          |
|  |                  |                  |                  |  |  | 3.B        | USA        | 0          |
|  | 3.B              | USA              | 1                |  |  |            |            |            |
|  | 4.A              | Německo          | 0                |  |  | O 7. místo | O 7. místo | O 7. místo |
|  |                  |                  |                  |  |  | 3.A        | Anglie     | 2          |
|  |                  |                  |                  |  |  | 4.B        | Německo    | 1          |

### Schéma zápasů o medaile
|  | Semifinále | Semifinále | Semifinále |  |  | Finále      | Finále      | Finále      |
|  |            |            |            |  |  |             |             |             |
|  | 1.A        | Nizozemsko | 3          |  |  |             |             |             |
|  | 2.B        | Argentina  | 1          |  |  |             |             |             |
|  |            |            |            |  |  | 1.A         | Nizozemsko  | 3           |
|  |            |            |            |  |  | 1.B         | Austrálie   | 1           |
|  | 1.B        | Austrálie  | 1          |  |  |             |             |             |
|  | 2.A        | Španělsko  | 0          |  |  | Třetí místo | Třetí místo | Třetí místo |
|  |            |            |            |  |  | 2.B         | Argentina   | 5           |
|  |            |            |            |  |  | 2.A         | Španělsko   | 0           |

## Konečné pořadí
| Poř. | Tým          |
| ---- | ------------ |
| 1.   | Nizozemsko   |
| 2.   | Austrálie    |
| 3.   | Argentina    |
| 4.   | Španělsko    |
| 5.   | Japonsko     |
| 6.   | USA          |
| 7.   | Anglie       |
| 8.   | Německo      |
| 9.   | Jižní Korea  |
| 10.  | Čína         |
| 11.  | Indie        |
| 12.  | Jižní Afrika |